# Филиппов, Александр Павлович
Филиппов Александр Павлович (7 ноября 1932 — 15 октября 2011, Уфа) — поэт, переводчик, литератор, народный поэт Республики Башкортостан (2004).

## Биография
В 1955 году окончил Башкирский педагогический институт имени К. А. Тимирязева (ныне Уфимский университет науки и технологий) в Уфе, работал школьным учителем в деревне Ишлы Аургазинского района Башкортостана, затем корреспондентом Башкирского радио в Кумертау, Салавате.
С 1961 года — в Уфе: редактор молодёжных передач Комитета по телевидению и радиовещанию при Совете Министров БАССР (1961—1968). Член Союза писателей СССР с 1965 г.
С 1991 года — главный редактор газеты «Истоки».
В 1968 году он был избран руководителем секции русских писателей Союза писателей Башкирской АССР. С 1983 по 1991 год возглавлял Литературный фонд Союза писателей БАССР, был членом Совета по связям с иностранными писателями и правления Литературного фонда Союза писателей СССР, членом редакционной коллегии нескольких изданий. Являлся депутатом Кировского районного совета Уфы, членом Президентского совета Республики Башкортостан.
Много путешествовал, был в Анголе, Конго, Вьетнаме, на Кубе, в Венгрии, ГДР и других странах.
Похоронен на Южном кладбище в Уфе.

## Творчество
Филипповым создано более 30 книг: «Зарницы», «Зимний сон», «Когда сверкает молния», «Горсть земли»(1968), «Пора тополиных вьюг» (1972), «И много-много лет» (1976), «Перелески» (1981), «Добрый свет дня. Избранные произведения» (1982), «Слог» (1984), книга переводов «Звездные пути» (1989), «Белая верба» (1992) и другие.
Поэтический сборник «Журавлиный полёт». Перевод на русский язык поэмы Мусы Гали «Солнце и слезы».
« Александр Филиппов “более башкир”, чем его иные башкирские собратья по творческому цеху »
Поэмы «Тиртей», «Шателяр», «Поэт и конник» о Салавате Юлаеве, «Птицы», «Сербиянка», «Высокий свет».
Переводы на русский язык башкирских авторов: «Зимагоры» С. Мифтахова, «Сын Отчизны» Х. Гиляжева, романы «Бахтизин» В. Исхакова, «Памятники для живых» Ф. Исянгулова, либретто З. Исмагилова «Салават Юлаев».

Очерк «Серебряные струны Зилаира» посвятил поэту  Валентину Сорокину, чьё творчество Александр Филиппов очень ценил. 
По сценарию Филиппова в 1965 году снят фильм «Башкирский мёд». Фильм был удостоен первой премии на Международном конкурсе в Бухаресте.

## Награды и премии
- Республиканская молодёжная премия имени Г. Саляма (1972) — за книгу «Пора тополиных вьюг»;
- Орден Салавата Юлаева;
- Заслуженный работник культуры Республики Башкортостан;
- Народный поэт Республики Башкортостан (2004).